# Frank O'Mara
Frank O'Mara (Limerick, Irlanda, 17 de julio de 1960) es un atleta irlandés retirado especializado en la prueba de 3000 m, en la que consiguió ser campeón mundial en pista cubierta en 1991.

## Carrera deportiva
En el Campeonato Mundial de Atletismo en Pista Cubierta de 1991 ganó la medalla de oro en los 3000 metros, con un tiempo de 7:41.14 segundos que fue récord de los campeonatos, por delante del marroquí Hammou Boutayeb y del británico Robert Denmark.